# Александар Ћуковић
Александар Ћуковић (Никшић, 27. март 1991) црногорски је политиколог, књижевник и писац.

## Биографија
Дипломирао је на Факултету политичких наука Универзитета Црне Горе, у Подгорици, на смјеру политикологија. Магистрирао је на истом факултету под менторством академика Шерба Растодера, на тему „Улога штампаних медија у Црној Гори у процесу распада југословенске заједнице". Пише прозу, поезију, есеје и књижевну критику. Аутор је низа научних радова из области политичких наука и филозофије које су објавили угледни часописи из региона.

Члан је Удружења књижевника Црне Горе, Удружења књижевника Србије и Књижевне заједнице Мирко Бањевић.
Обављао је функцију секретара (2015-2023), а затим и потпредсједника Удружења књижевника Црне Горе (2023-). Главни је и одговорни уредник часописа Стварање (2019-). Бивши је дугогодишњи новинар дневних новина „Дан” (2014-2022), као и први уредник додатка за културу тог медија (2017-2022). Био је главни уредник програма у Библиотеци за слијепе Црне Горе (2022-2024). Виши је истраживач на Универзитету Црне Горе (2024-).
Управни одбор Задужбине Иве Андрића именовао је Ћуковића за члана Жирија Андрићеве награде у мандату 2022-2024. У питању је најмлађи Жири у историји те награде.
Приче и пјесме Александра Ћуковића превођене су на енглески, руски, њемачки и арапски језик.
Од децембра 2022. године члан је Удружења за културу, уметност и међународну сарадњу „Адлигат”.
Сарадник је на сценарију за документарно-играни филм „Кривац је Бен Голосовкер”, сценаристе и редитеља Гојка Челебића, који је премијерно приказан јула 2023. године..
У антологијској едицији Десет векова српске књижевности приредио је књигу Бранимир Шћепановић.
Аутор је и водитељ емисије „Контекст”, на Радио и телевизији Никшић.

## Дјела
- Споредни поредак, збирка прича, КЗ „Мирко Бањевић“, Никшић. 2012.  978-86-85741-23-4.
- Омча, роман, Унирекс, Подгорица. 2013.  978-86-427-0915-4.
- Контуре хоризонта, интервјуи, Јумедиа Монт, Подгорица. 2015.  978-9940-640-02-6.
- Кад скидају крила, збирка прича, Унирекс, Подгорица (два издања). 2018.  978-86-427-0991-8.
- Писац у купатилу, збирка прича, УКЦГ, Подгорица. 2019.  978-9940-42-003-1.
- Вријеме ријечи: Удружење књижевника Црне Горе од 1946. до 2020. године, коауторско дјело (са Милицом Краљ), монографија, УКЦГ, Подгорица. 2020.  978-9940-42-014-7.
- Херостратов асистент, поезија, УКЦГ, Подгорица, (2021)  978-9940-42-037-6.
- Случај Даноноћник: један намјерни (у)пад у записе Мира Вуксановића, критика, АГОРА, Нови Сад. (2022)  978-86-6053-350-2.
- Челебић: Искуство и пјесништво (Европски оквир црногорске књижевности), критика, Бока Ф, Подгорица. (2022)  978-9940-806-01-9.
- Терор разоноде, есејистика, Институт за српску културу, Никшић. (2024) ISBN 978-9940-85-020-3.
- Страх од игре, кратке приче, Космос издаваштво, Београд, (2025) ISBN - 978-86-6369-504-7.

## Контуре хоризонта
Књига „Контуре хоризонта“

је зборник интервјуа које је Ћуковић водио са водећим књижевницима и интелектуалцима из Црне Горе, Србије и Хрватске: Матијом Бећковићем, Ратком Божовићем, Слободаном Владушићем, Александром Гаталицом, Гојком Ђогом, Божом Ђурановићем, Зораном Живковићем, Александром Јерковим, Ранком Јововићем, Предрагом Крстићем, Илијом Лакушићем, Павлом Миленковићем, Предрагом Милидрагом, Жарком Паићем, Александром Прњатом, Шербом Растодером и Петром Ћуковићем.

## Награде
- Награда Удружења књижевника Црне Горе Видовданска повеља (2018)[27][28]
- Награда Подгорица Арт Фестивала - ПАФ, на конкурсу за најбољу кратку причу у Црној Гори (2018)[29][30][31]
- Награда Мирко Бањевић (2019)[32][33][34]
- Прва годишња награда Удружења новинара Црне Горе (2020)[35][36][37][38]
- Награда Миодраг Ћупић (2021)[39][40][41][42]
- Признање Удружења књижевника Србије Благодарје (2022)[43][44][45][46][47]
- Награда „Марко Миљанов”, за књигу Херостратов асистент (2022).[48][49][50][51]
- Награда Наџи Наман (Интернационална либанска књижевна награда Naji Naaman) (2022)[52][53][54][55]

## Стручни чланци (избор)
- Александар Прњат о језичко-експресивном патернализму, стручни чланак (2014)
- Михаило Марковић и Александар Прњат о цркви и патернализму: полемика и њени одјеци[56], стручни чланак, (2015)
- Смрт читаоца?[57], стручни чланак, (2016)
- Обликовање јавног мњења у току распада СФРЈ[58], стручни чланак, (2017)
- Перцепција књижевних и културних стремљења у дневничким и есејистичким дјелима Добрице Ћосића[59], стручни чланак, (2018)
- Камијевски апсурд у кратким прозама Лидије Дејвис[60], стручни чланак, (2019)
- Проблематика пишчевог дневника[61], стручни чланак, (2020)
- Роман као животно опредјељење Добрице Ћосића, стручни чланак, (2022)
- Његош и савремена Црна Гора у есејистици Будимира Дубака, стручни чланак, (2023)
- Наговјештај – ријеч која је предсказала Андрићев и Вуксановићев сусрет, стручни чланак (2023)[62]
- Медији и комуникација: дијалог у ери глобализације, стручни чланак (2023)[63]
- Дуална безбједност миграција: случај Црне Горе, стручни чланак (са Јелисаветом Благојевић Миљанић, 2024)[64]
- Дуги ход до књижевног канона, стручни чланак (са Радојем Фемићем, 2024)[65]
- Бити од ријечи значи пребивати у Тајни: поводом првог кола Сабраних дела Мира Вуксановића, стручни чланак, (2024)[66]

## Приређивач
- Бранимир Шћепановић / Антологијска едиција Десет векова српске књижевности (2024)
- Опширно небо / Сабрана дјела Милана Дуга Кривокапића (2024)[67]
- Старац и Аргентина / Изабрана поезија Андрије Радуловића (2024)
- Даноноћник: записи, коментари, изреке, мале приче, песме у прози, есејчићи, сећања и разни осврти. 1 / Сабрана дела Мира Вуксановића: коло 2; том 10 (2023)
- Даноноћник: записи, коментари, изреке, мале приче, песме у прози, есејчићи, сећања и разни осврти. 2 / Сабрана дела Мира Вуксановића: коло 2; том 11 (2023)
- Силазак у реч; Бројчаник / Сабрана дела Мира Вуксановића: коло 2; том 12 (2023)
- Поезије / Сабрана поезија Гојка Челебића (2022)
- Повратак на Медун: изабране стране, нове и објављене / Перивоје Поповић (2021)
- Три лица љубави / Сабрана критика о стваралаштву Новице Ђурића (2018)